# NGC 2364
NGC 2364 é um aglomerado aberto na direção da constelação de Monoceros. O objeto foi descoberto pelo astrônomo John Herschel em 1831, usando um telescópio refletor com abertura de 18,6 polegadas. 